# ウル・ナンム法典

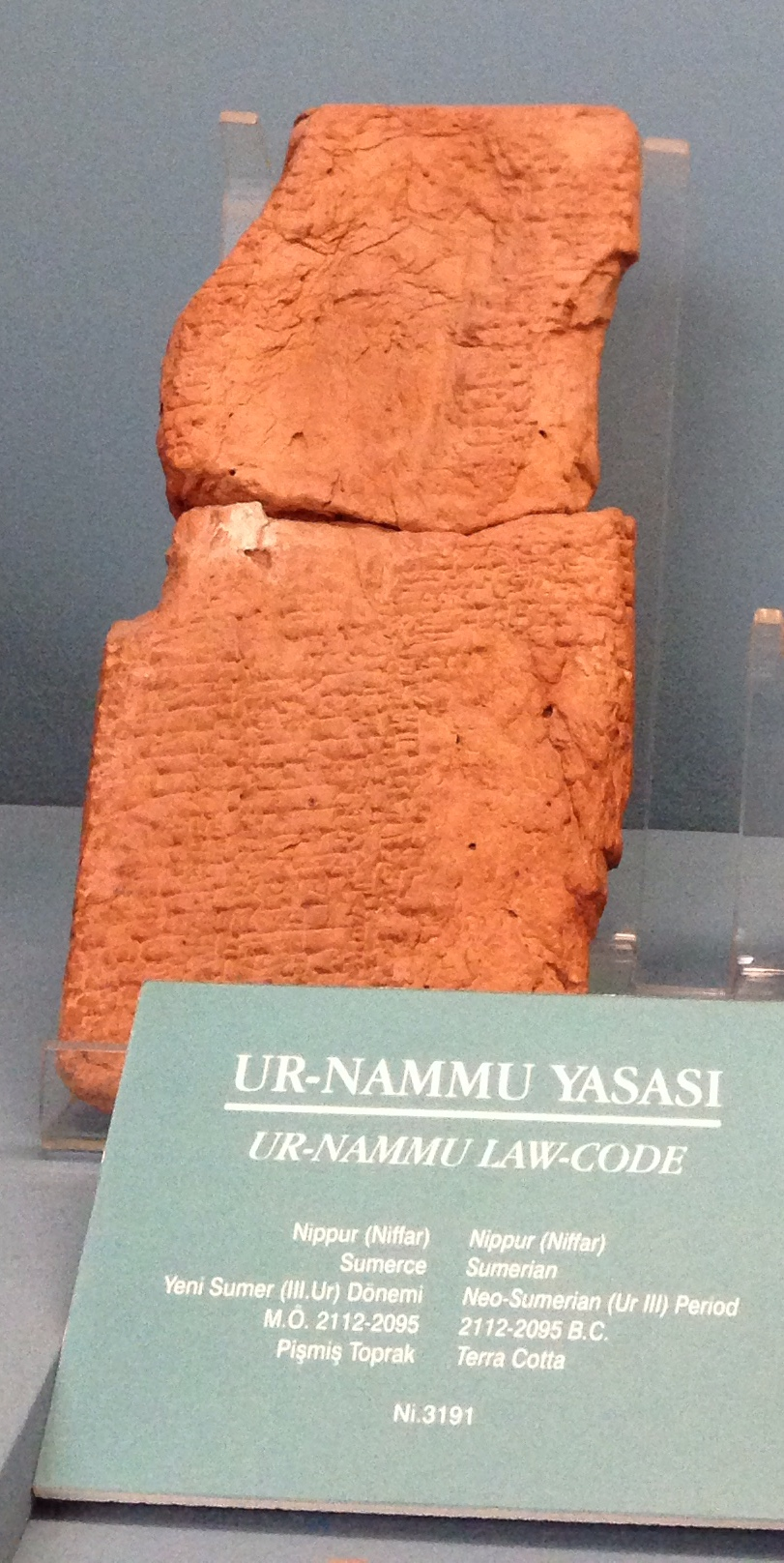
ウル・ナンム法典を刻んだ粘土板（イスタンブル考古学博物館所蔵）

ウル・ナンム法典（ウル・ナンムほうてん）は、メソポタミア文明のウル第三王朝・初代王ウル・ナンムによって発布された法典。
紀元前1750年頃のものとされるハンムラビ法典よりおよそ350年程度古く、影響を与えたと考えられる、現存する世界最古の法典とされる。

## 概要
アッカド王朝滅亡後の動乱期を抜けてシュメール第3の繁栄が始まる時勢にあった、ウル・ナンム在位中の紀元前2115年頃 - 紀元前2095年頃、シュメール語によって粘土板に記された法である。
ウクライナ生まれの歴史家であるサミュエル・ノア・クレーマーが1952年、最初の断片2個を発見して解読した。のちに発見されたものと併せて1965年には、全57条中の残存する32条が解読された。ニップルやウルから断片が出土しており、序文のほぼ全文と条文が復元されている。
後世のハンムラビ法典の特徴が「目には目を、歯に歯を」の一節で知られる同害復讐法であるのとは異なり、損害賠償に重点が置かれている。殺人・窃盗・傷害・姦淫・離婚・農地の荒廃などについての刑罰が規定されており、特に殺人・強盗・強姦・姦通は極刑に値する罪と見なされた。
シュメルには鋳造貨幣はなかったため、損害賠償は銀の秤量貨幣によって行われた。制定されている損害賠償の銀による取引単位は、シェケル（シェケル〈シェ、she〉 - ギン〈gin〉 - マナ〈mana〉）である。